# ويليام روبرتسون (مؤرخ)
ويليام روبرتسون (بالإنجليزية: William Robertson)‏ (و. 1721 – 1793 م) هو مؤرخ من مملكة بريطانيا العظمى، والمملكة المتحدة، كان عضوًا في حزب الأحرار البريطاني، كان عضوًا في الجمعية الملكية لإدنبرة، والأكاديمية الروسية للعلوم، توفي في إدنبرة، عن عمر يناهز 72 عاماً.

## التعليم
تعلم في جامعة إدنبرة.

## جوائز
حصل على جوائز منها:
- زمالة الجمعية الملكية لإدنبرة.

## روابط خارجية
- ويليام روبرتسون على موقع الموسوعة البريطانية (الإنجليزية)
- ويليام روبرتسون على موقع إن إن دي بي (الإنجليزية)